# Leher TS
Leher TS is een Duitse omnisportvereniging, met 16 afdelingen, uit de stad Bremerhaven. De club speelde al meer dan 20 jaar in de hoogste amateurliga van Bremen.

## Geschiedenis
In 1898 werd de Arbeiter-Turnverein Frei Heil Lehe opgericht die later de naam veranderde in Freie Turnerschaft Lehe und Umgebung. In 1911 scheidde zich de SpVgg Leherheide af waaruit later de club SFL Bremerhaven ontstond. De voetbalafdeling van de Leher Turnerschaft werd in 1913 als Frei Sportvereiniging Leihe zelfstandig. Twintig jaar later ontsnapte de vereniging aan het verbod door de nationaalsocialisten door een vrijwillige harmonisatie (eenmaking van al het politieke en sociale leven) door te voeren, waardoor de Leher Turnerschaft opgericht werd. Tussen 1943 en 1945 vormde de club samen met Bremerhaven 93 de KSG Bremerhaven.

## Eindklasseringen vanaf 2002
| Seizoen | Competitie              | Niveau | Eindstand | DFB Pokal | Opmerking                                                                   |
| ------- | ----------------------- | ------ | --------- | --------- | --------------------------------------------------------------------------- |
| 2001/02 | Bezirksliga Bremerhaven | VII    | 1         | --        |                                                                             |
| 2002/03 | Landesliga Bremen       | VI     | 12        | --        |                                                                             |
| 2003/04 | Landesliga Bremen       | VI     | 9         | --        |                                                                             |
| 2004/05 | Landesliga Bremen       | VI     | 3         | --        |                                                                             |
| 2005/06 | Bremen-Liga             | V      | 9         | --        |                                                                             |
| 2006/07 | Bremen-Liga             | V      | 15        | --        |                                                                             |
| 2007/08 | Landesliga Bremen       | VI     | 13        | --        |                                                                             |
| 2008/09 | Landesliga Bremen       | VI     | 12        | --        |                                                                             |
| 2009/10 | Landesliga Bremen       | VI     | 6         | --        |                                                                             |
| 2010/11 | Landesliga Bremen       | VI     | 15        | --        |                                                                             |
| 2011/12 | Bezirksliga Bremerhaven | VII    | 2         | --        |                                                                             |
| 2012/13 | Bezirksliga Bremerhaven | VII    | 1         | --        |                                                                             |
| 2013/14 | Landesliga Bremen       | VI     | 2         | --        |                                                                             |
| 2014/15 | Bremen-Liga             | V      | 12        | --        |                                                                             |
| 2015/16 | Bremen-Liga             | V      | 12        | --        |                                                                             |
| 2016/17 | Bremen-Liga             | V      | 8         | --        | winnaar Bremer Pokal > Bremer SV: 0-0 (9-8 n.s.)                            |
| 2017/18 | Bremen-Liga             | V      | 9         | 1e ronde  | < 1. FC Köln: 0-5                                                           |
| 2018/19 | Bremen-Liga             | V      | 9         | --        |                                                                             |
| 2019/20 | Bremen-Liga             | V      | 12        | --        | competitie afgebroken i.v.m. coronapandemie                                 |
| 2020/21 | Bremen-Liga             | V      | --        | --        | Competitie afgebroken i.v.m. coronapandemie. Er wordt geen stand opgemaakt. |
| 2021/22 | Bremen-Liga             | V      | 11        | --        | finalist Bremer Pokal > Bremer SV: 0-1                                      |
| 2022/23 | Bremen-Liga             | V      | 13        | --        |                                                                             |
| 2023/24 | Bremen-Liga             | V      | 15        | --        |                                                                             |
| 2024/25 | Landesliga Bremen       | VI     | 1         | --        |                                                                             |
| 2025/26 | Bremen-Liga             | V      | .         | --        |                                                                             |

SG Aumund-Vegesack ·
Blumenthaler SV ·
BTS Neustadt ·
FC Union 60 Bremen ·
OSC Bremerhaven ·
Brinkumer SV ·
TV Eiche Horn ·
ESC Geestemünde ·
Habenhauser FV ·
SV Hemelingen ·
Leher TS ·
FC Oberneuland ·
Vatan Spor Bremen ·
Werder Bremen III ·
ATSV Sebaldsbrück ·
TS Woltmershausen